# Combe de la Neuva
La combe de la Neuva est une combe de France située en Savoie, dans le massif du Beaufortain.

## Géographie
La vallée est située dans le massif du Beaufortain, au sud du Cormet de Roselend, au-dessus de la vallée des Chapieux, dominée par l'aiguille du Grand Fond, la pointe de Presset, l'aiguille de la Nova, la pointe de la Combe Neuve, la pointe Motte, la pointe Noire, la pointe de Pralognan et la pointe de la Terrasse. Elle s'étire en direction du nord-est sur 5,5 kilomètres depuis le col du Grand Fond au sud-ouest. La vallée est traversée dans sa longueur par la faille des Chapieux qui forme un petit escarpement dans le fond plat de la combe,. Elle est parcourue de sentiers de randonnée, notamment le sentier de grande randonnée de pays Tour du Beaufortain qui remonte la combe puis emprunte le col du Grand Fond et redescend sur le refuge de Presset situé juste de l'autre côté.
Tout en haut de la vallée, sous le col du Grand Fond, à l'écart des sentiers, se trouve une statue représentant un forgeron casqué. En aval de la vallée, une prise d'eau au bout d'une piste capte une partie de l'eau du ruisseau de la Neuva.
La combe est située sur le territoire communal de Bourg-Saint-Maurice à l'exception de son extrémité amont qui se trouve sur celui des Chapelles. La partie sur Bourg-Saint-Maurice constitue un champ de tir.

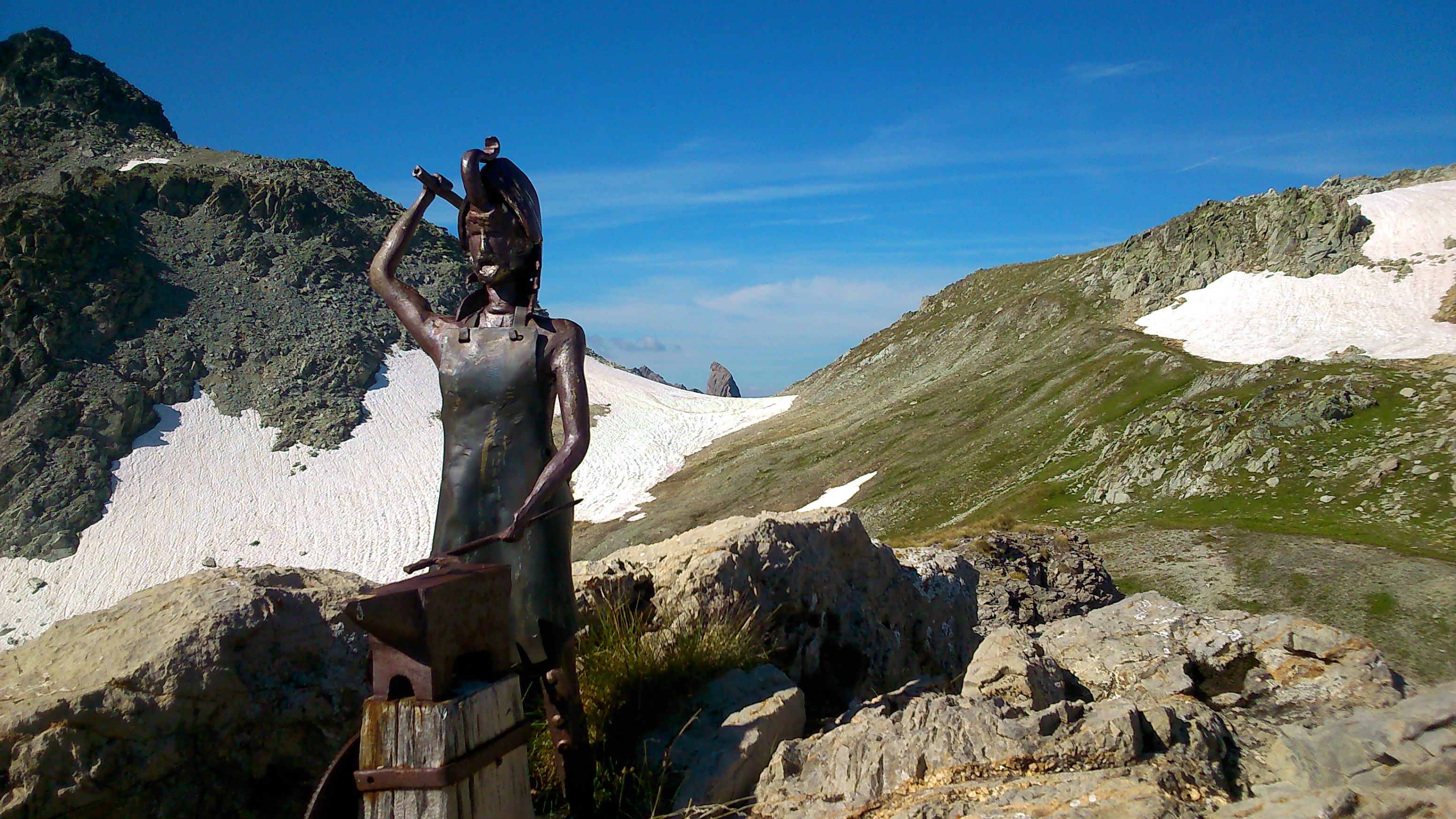
La statue dans la combe de la Neuva avec en arrière plan la Pierra Menta.

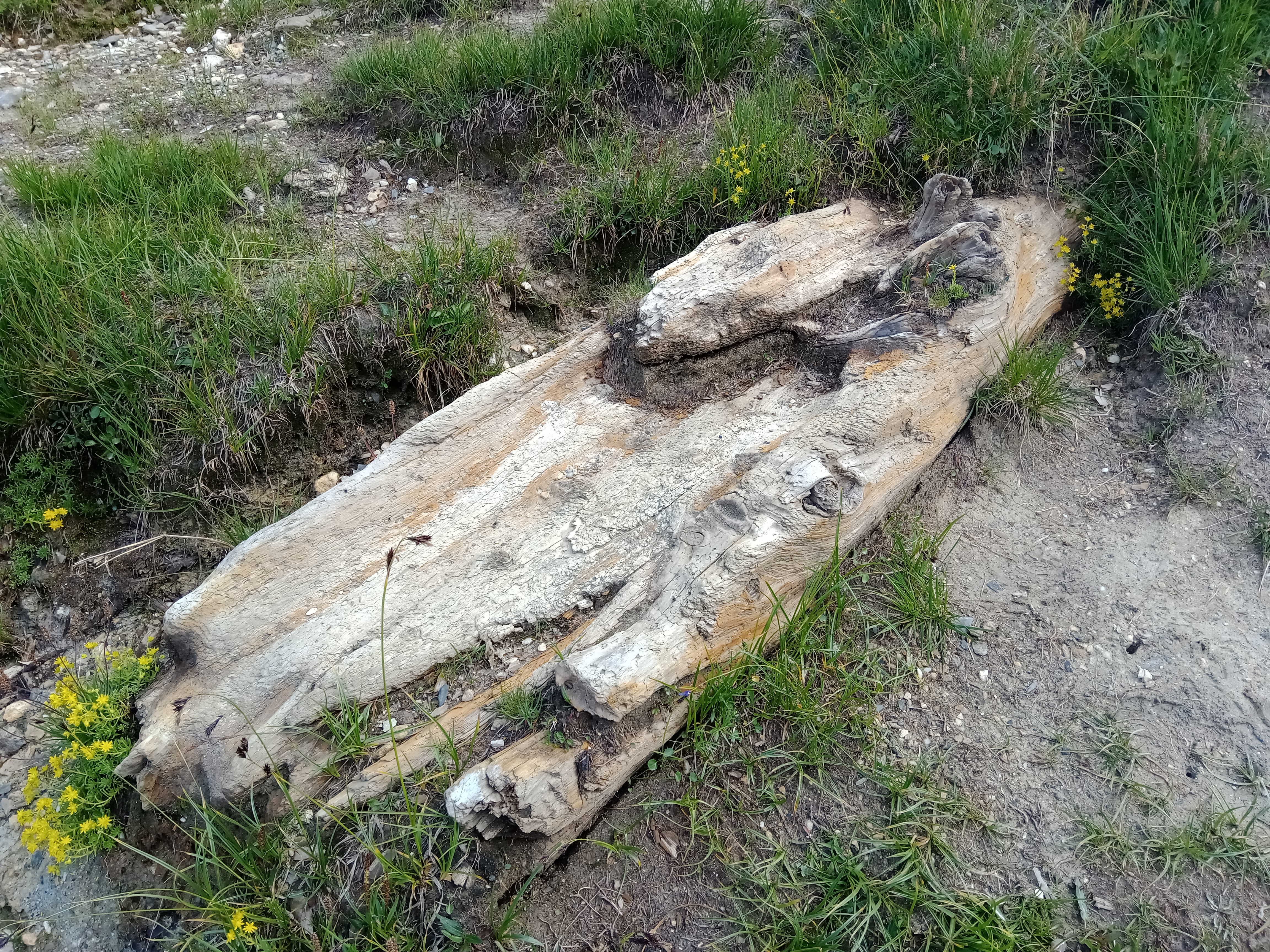
Arbre pétrifié dans la combe de la Neuva.

## Histoire
Dans le but de contrer les hommes des maquis de Tarentaise et du Beaufortain, une unité de la Wehrmacht descend la combe de la Neuva en direction des Chapieux ce qui débouche sur un affrontement le 21 juin 1944,.